# 8874 Showashinzan
A 8874 Showashinzan (ideiglenes jelöléssel 1992 UY3) a Naprendszer kisbolygóövében található aszteroida. Endate Kin és Vatanabe Kazuró fedezte fel 1992. október 26-án.